# Dzieci Diuny (miniserial)
Dzieci Diuny (ang. Frank Herbert’s Children of Dune) – miniserial fantastyczny składający się z trzech odcinków z 2003 roku, będący ekranizacją dwóch powieści Franka Herberta Mesjasz Diuny i Dzieci Diuny.

## Fabuła
Fabularnie serial Dzieci Diuny łączy w sobie wątki z drugiego i trzeciego tomu cyklu: Mesjasza Diuny i Dzieci Diuny. Tematem filmu jest walka Paula Atrydy z zakonem Bene Gesserit, który nie potrafi kontrolować Muad’Diba, a także wydarzenia, które miały miejsce po odejściu Paula na pustynię, kiedy rozpoczęła się Ekologiczna Transformacja Diuny, a na Arrakis pojawił się tajemniczy starzec zwany Kaznodzieją.

## Obsada
Źródło: Filmweb
- Alec Newman jako Paul Atryda
- Daniela Amavia jako Alia Atryda
- Edward Atterton jako Duncan Idaho
- Ian McNeice jako baron Vladimir Harkonnen
- Barbora Kodetová jako Chani
- Steven Berkoff jako Stilgar
- Julie Cox jako księżniczka Irulana Korrino
- P.H. Moriarty jako Gurney Halleck
- Susan Sarandon jako Wensicja Korrino
- James McAvoy jako Leto II Atryda
- Jessica Brooks jako Ganima Atryda
- Alice Krige jako Jessika Atryda
- Jonathan Broon jako Farad’n Korrino
- Rik Young jako Javid